# Gadila watsoni
Gadila watsoni är en blötdjursart som först beskrevs av Dall 1881.  Gadila watsoni ingår i släktet Gadila och familjen Gadilidae. Inga underarter finns listade i Catalogue of Life.